# Cantone di Arles-Est
Il Cantone di Arles-Est era una divisione amministrativa dell'arrondissement di Arles.
A seguito della riforma approvata con decreto del 18 febbraio 2014, che ha avuto attuazione dopo le elezioni dipartimentali del 2015, è stato soppresso.

## Composizione
Comprendeva parte della città di Arles e i comuni di:
- Fontvieille
- Saint-Martin-de-Crau